# ヘイケガニ
ヘイケガニ（平家蟹、Heikeopsis japonica）は、ヘイケガニ科に分類されるカニの一種。日本近海の浅い海に分布する小型のカニで、甲羅の凹凸と平氏にまつわる伝説が知られている。

## 特徴
体色は一様に褐色をしている。甲幅・甲長とも20mmほど。甲は丸みのある台形で、上から押しつぶされたように平たい。甲は筋肉がつながる位置にくっきりした溝があって各区域を仕切る。上から見ると吊りあがった目（鰓域前部）、だんご鼻（心域）、固く結んだ口（甲後縁）で、人の怒った表情にも見える。
第2・第3歩脚は甲と同じく扁平で、甲幅の2倍以上の長さがある。鋏脚は小さいが、オスの鋏脚は右がわずかに大きい。第4・5歩脚（第3・第5とする説もある）は小さな鉤状で、先端に小さな鋏をもつ。
北海道南部、相模湾から紀伊半島、瀬戸内海、有明海、朝鮮半島、中国北部、ベトナムまで、東アジア沿岸域に広く分布する。
水深10-30mほどの、貝殻が多い砂泥底に生息する。海岸ではあまり見かけないが、底引き網などにかかる。
短い歩脚で二枚貝の貝殻やカシパン類（スカシカシパン等）、海綿などを背負って身を隠す。また長い脚で水をかいて泳ぐこともできるが、このときは腹部を上に向けて「背泳ぎ」をする。産卵期は夏から秋にかけてで、この時期には抱卵したメスが見られる。

## 名の由来

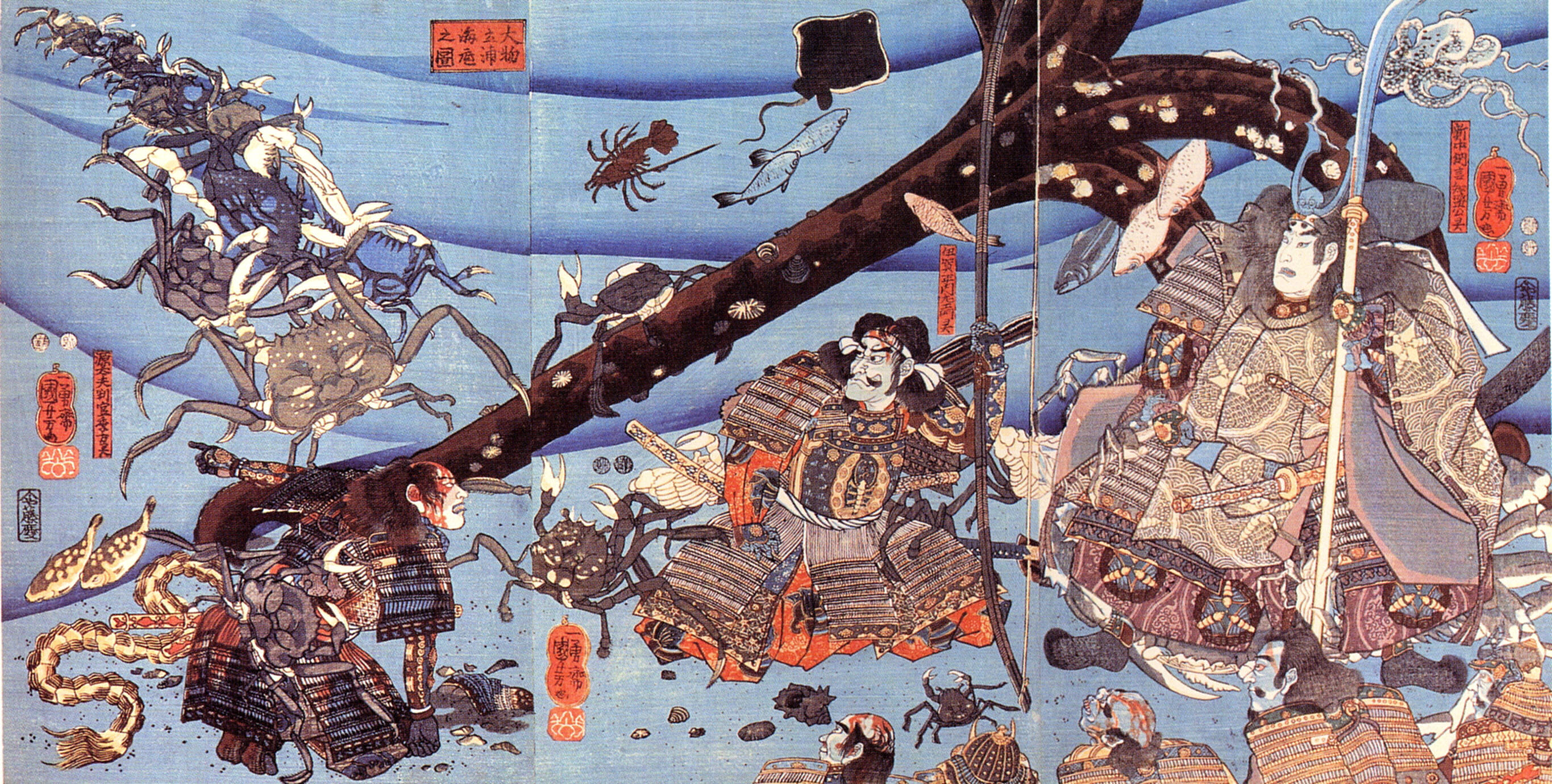
平氏の亡霊が乗り移ったとされる伝承を描いた、歌川国芳による浮世絵。ヘイケガニが左に描かれている。最右で薙刀を持った人物は平知盛である。

ヘイケガニの甲の模様は人間の怒りの表情に似る。さらに瀬戸内海や九州沿岸に多いことから、壇ノ浦の戦い（1185年）で敗れて海に散った平氏の無念をなぞらえ、「平氏の亡霊が乗り移った」という伝説が生まれた。このためヘイケガニは食用でないにもかかわらず有名なカニとなっている。また、大和本草では長門・豊前での「キヨツネガニ」という呼び名が紹介されている。これは1183年に豊前・柳が浦で入水した平清経を指す。高知県ではクモガニと呼ばれるが、これは脚が長いことに由来する。

## 甲羅の模様の人為選択説
ヘイケガニの甲羅の溝が怒った人間の顔に見えることは、明治から幾人かの科学者の興味を呼び起こしてきた。 1952年に進化生物学者ジュリアン・ハクスリー はライフ誌でヘイケガニを取り上げ、この模様が偶然にしては人の顔に似すぎているため、人為選択による選択圧 が作用したのではないかと述べている。 この人為選択説では甲羅の模様の成因を、それが顔に似ている程、人々が食べることを敬遠し、カニが生き残るチャンスが増えたため、ますます人の顔に似て来たのだと説明する。
1980年に天文学者カール・セーガンも、テレビ・シリーズ『コスモス』と同名の著書の中でこのヘイケガニの人為選択説について取り上げている。 彼は、平氏の亡霊が乗り移ったという伝説が、人間の怒った顔に似た模様が出ている甲羅を持つカニを漁獲するしないの選択に作用しているならば、その伝説が色濃い瀬戸内海、特に壇ノ浦に近いところほど、漁師がこのカニを捕まえるのを嫌がったかもしれず、そうすれば壇ノ浦からの距離が近いほどより人間の顔に近い模様になっているのではないかという仮説を提唱した。
この説については甲殻類学者酒井恒が著書『蟹 — その生態の神秘』の中で触れており、ヘイケガニやその近縁種は日本以外の北西太平洋にも分布し人の顔に見える特徴は変わらないこと、化石の段階で既に人間の顔をした模様が認められること、ヘイケガニは食用にならないため捕獲の対象とされないことなどの理由で否定している。

## 学名
本種は以前 Nobilum 属に含まれていた。だがHolthuis & Manning(1990)によって Heikea 属が新設され、そこに移されたことで学名は Heikea japonica となった。しかし2008年、オルドビス紀の翼形類の一属として Heikea Isberg, 1934 という属が既に存在したことが判明した。そのためNg, Guinot & Davie (2008)によって置換名として Heikeopsis 属が設立され、現在の学名は Heikeopsis japonica となっている。

## 近縁種
サメハダヘイケガニ Paradorippe granulata (De Haan, 1839)

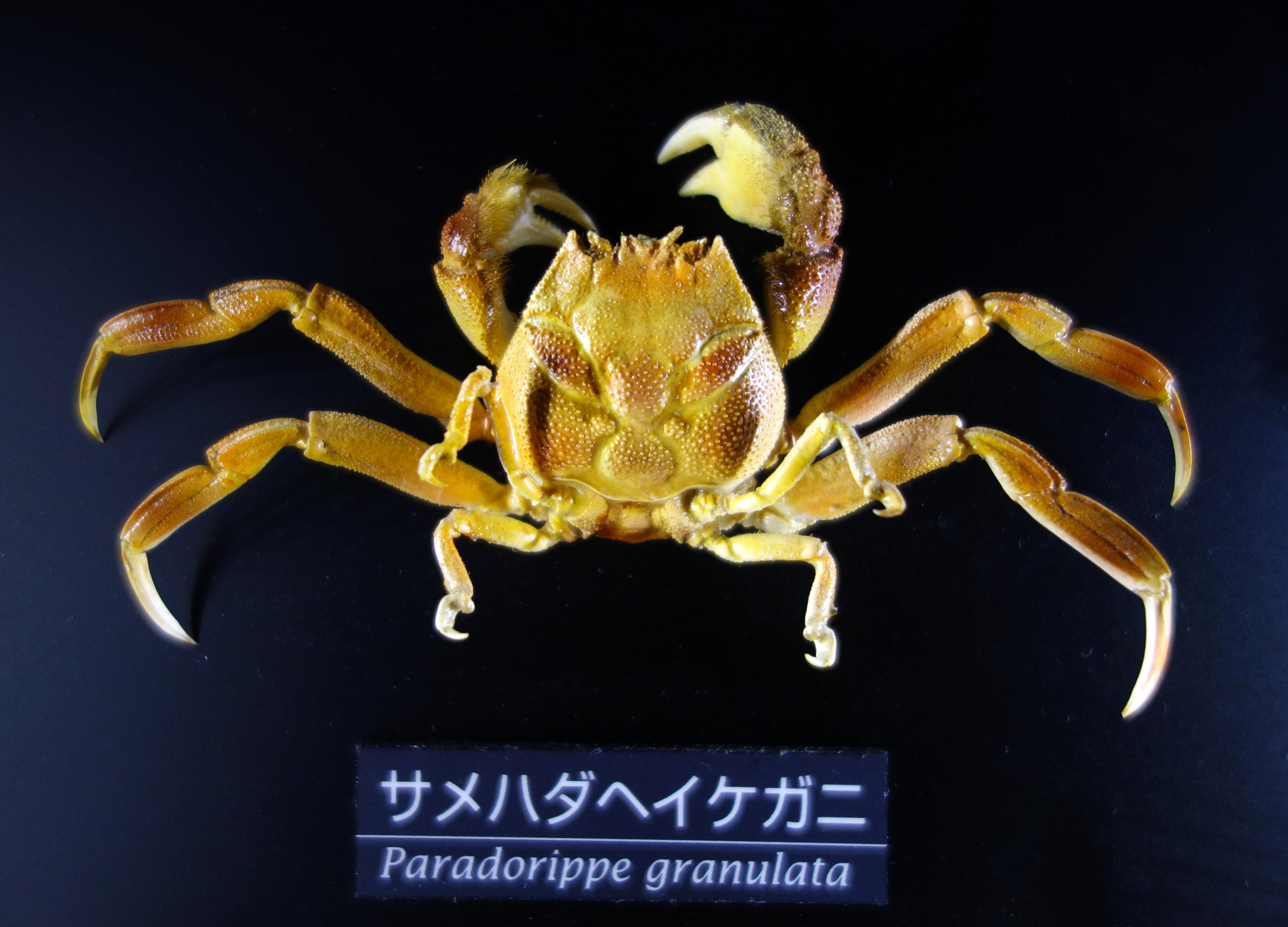
サメハダヘイケガニ

鮫肌平家蟹。甲幅25mmほど。ヘイケガニに似るが大型で、和名通り体がザラザラしている。また、オスの鋏脚上面に毛がある。北海道から台湾までの東アジア沿岸域に分布し、水深20-150mほどの砂泥底に生息する。福島県いわき市周辺では、貝殻を被った姿を股旅姿に見立ててサンドガサと呼ぶ（ヘイケガニ科）。
キメンガニ Dorippe sinica Chen, 1980

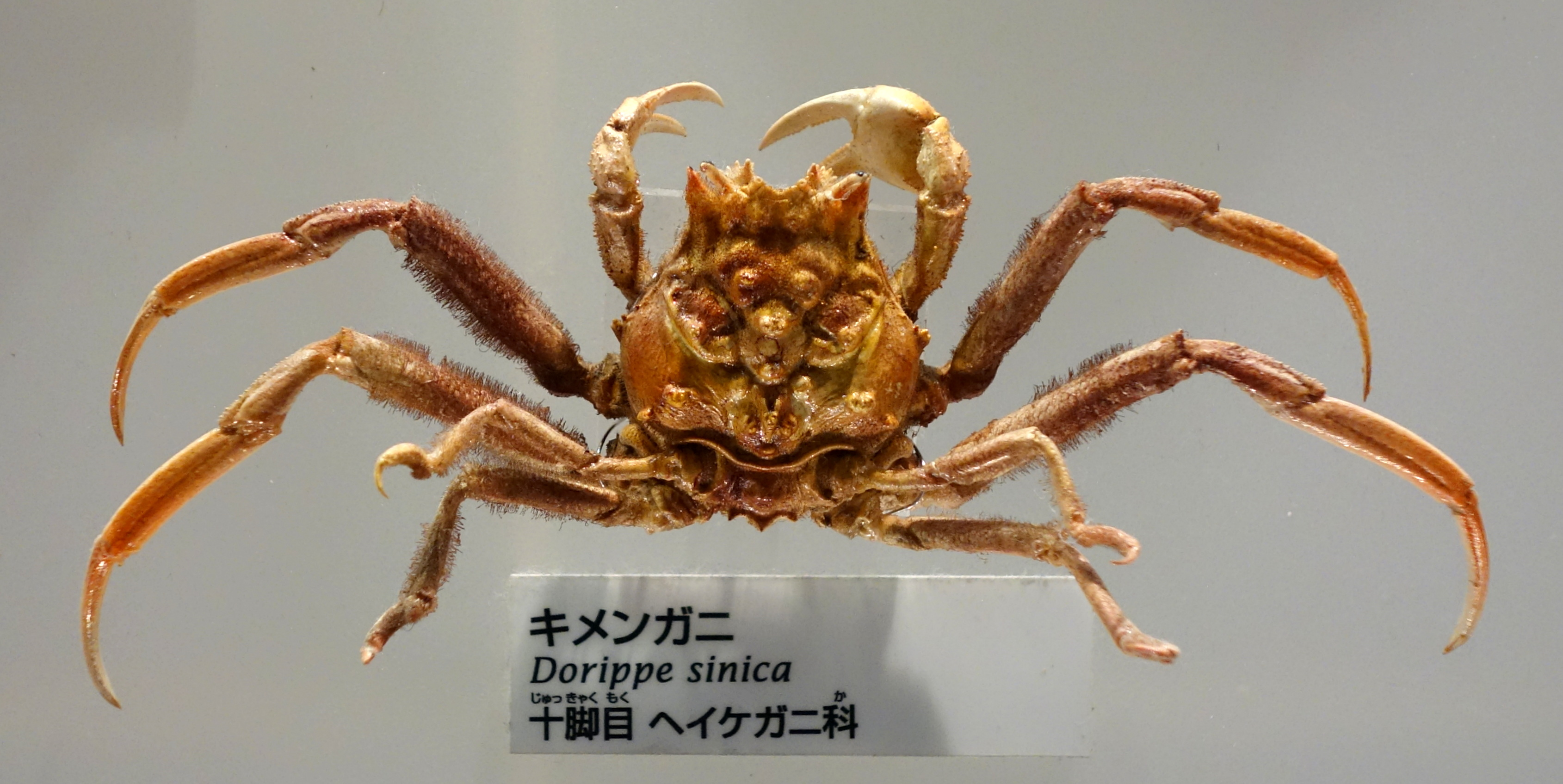
キメンガニ

鬼面蟹。甲幅35mmほどで、サメハダヘイケガニよりもさらに大型。甲羅には人面に似た凹凸に加えて、毛やイボ状突起がある。さらに彫刻が深く、「目」の部分が大きく見開かれ、複眼の外側に角のような棘があるため「鬼面」の名がある。東北地方からオーストラリアまでの西太平洋とインド洋に広く分布し、水深70mほどまで生息する（ヘイケガニ科）。
カクヘイケガニ Ethusa quadrata Sakai, 1937
角平家蟹。甲幅10mmほどの小型種。複眼の外側に外向きの棘があり、甲の形は長方形に近い。相模湾から東シナ海南部にかけて分布し、水深35-200mに生息する（マルミヘイケガニ科）。
マルミヘイケガニ Ethusa sexdentata (Stimpson, 1858)
丸味平家蟹。甲幅25mmほど。複眼外側の棘は短くて前向き。和名通り他種に比べて歩脚の断面が丸みを帯びる。犬吠埼・対馬以南鹿児島県沿岸までとアンダマン海にも分布する。水深40-360mほどに生息する（マルミヘイケガニ科）。
イズヘイケガニ Ethusa izuensis Sakai, 1937
伊豆平家蟹。甲幅12mmほど。複眼外側の棘は大きいが、それよりも4つに分かれた額角が前に出る。また、全身に短毛がある。相模湾から東シナ海南部まで分布し、水深30-115mに生息する（マルミヘイケガニ科）。